# لواء القوزاق (الدولة القاجارية)

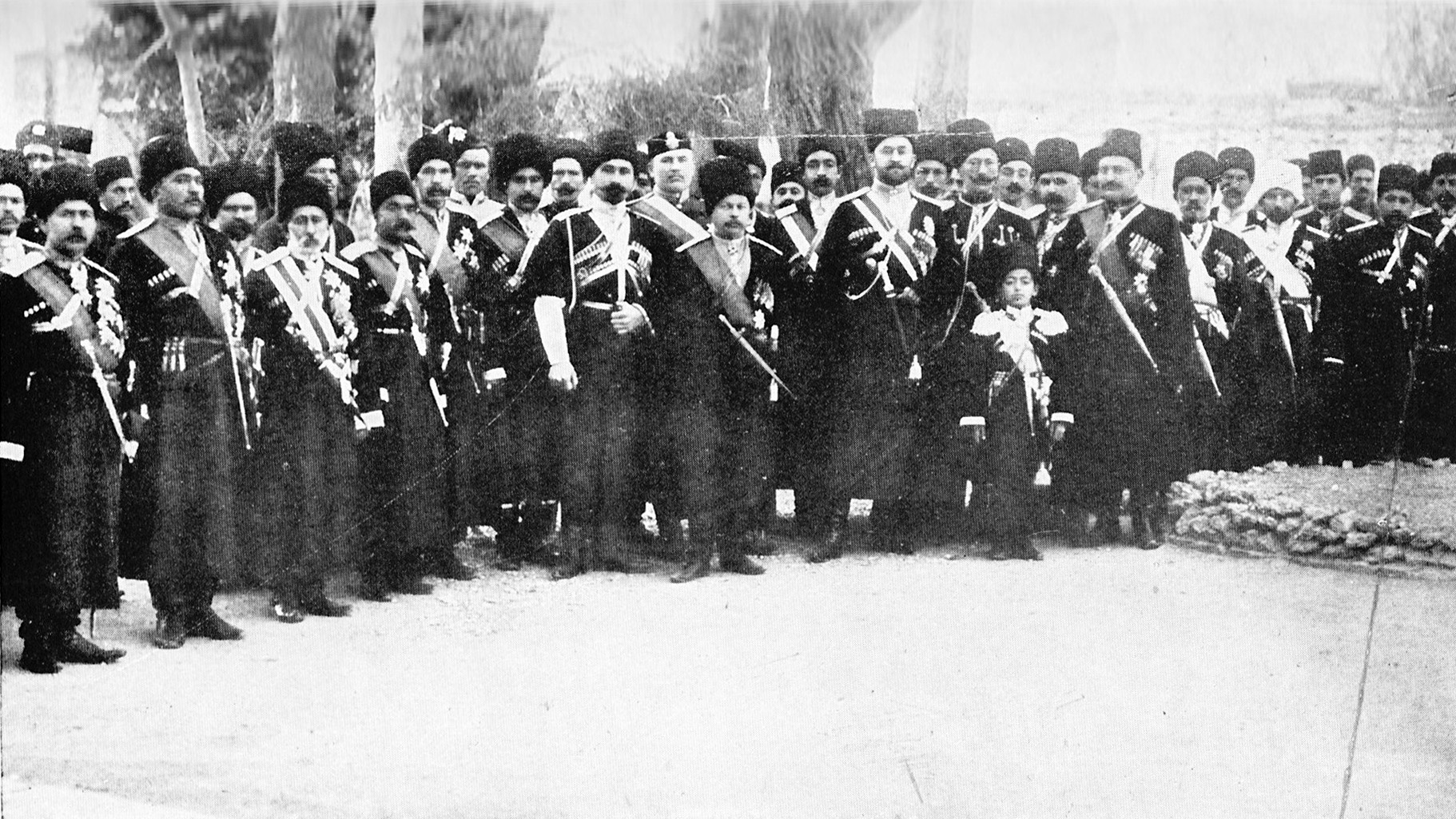
لواء القوزاق

لواء القوزاق هي وحدة عسكرية فارسية تشكلت في نهاية القرن التاسع عشر على يد الشاه ناصر الدين قاجار في عام 1879 كحرس خاص له، وقد شكل اللواء كوحدة عسكرية مشابهة لأفواج القوزاق في الجيش الإمبراطوري الروسي الذين أثاروا أعجاب الشاه ناصر الدين قاجار خلال سفره إلى جنوب روسيا عام 1878، كان أخر قادة الفرقة القوزاقية رضا بهلوي الذي دمجها في بعد مع الجيش الإيراني.

## التأسيس
تأسس اللواء عام 1879 من 400 رجل من أتباع الشاه و200 أخرين من متطوعي الجيش وبذلك تأست الكتيبة الأولى من اللواء، وفي عام 1880 تم تشكيل الكتيبة الثانية من 600 رجل ، أعتبر اللواء منذ تأسيسه ذراعا سياسية لروسيا في إيران فقد انيطت قيادته بضابط روسي برتبة مقدم، ولم يكن للشاه ولا للحكومة الفارسية أي سلطة في تعيينه كما أن تعيينه كان يتم دون اخطار للحكومة الفارسية والتي لم يكن لديها العلم متى يعين قادة اللواء ومتى يتم اعفائهم.
تعرض اللواء عام 1907 للانتقاد مستمر من قبل أعضاء البرلمان الإيراني الذين أكدوا ان اللواء يتم الانفاق عليه بأموال إيرانية لمصلحة روسيا ولذلك توقفت الحكومة الإيرانية عام 1907 عن تسديد نفقات اللواء وأصبح تمويل هذه النفقات يأتي من إدارة الجمارك التي تدار بواسطة بلجيكا  وقد بلغت هذه النفقات عام 1906 نحو 45 ألف باوند استرليني.

## الحجم

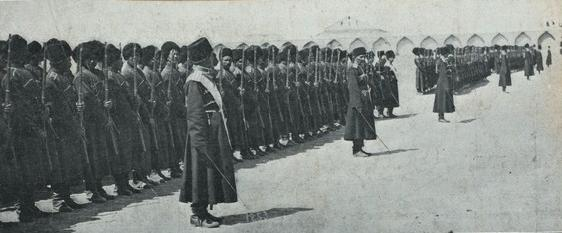
لواء القوزاق عام 1920

تالف لواء القوزاق في عام 1913 من كتيبة مشاة وأربعة أفواج خيالة وبطاريتي مدفعية على النحو التالي:
- 841 جنديا (4 أفواج خيالة)
- 813 جنديا (كتيبة مشاة)
- 160 جنديا (بطاريتين مدفعية كل منهما مزود بستة مدافع)
- مجموع تعداد اللواء: 1,869 جنديا

## القادة

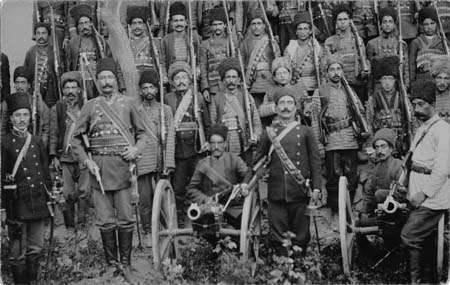
لواء القوزاق سنة 1913 في ساوجبلاغ بطهران

| الاسم                     | الفترة                    |
| ------------------------- | ------------------------- |
| المقدم ألكسي دومانتوفيتش  | أبريل 1879 -              |
| Colonel V. A. Kossogovsky | مايو 1895 - 1903          |
| Colonel Chernozoubov      | 1903 - 1906               |
| العقيد فلاديمير لياكهوف   | 1906 - نوفمبر 1909        |
| Colonel Prince Vadbolsky  | نوفمبر 1909 - 1914        |
| Colonel Prozorkievitch    | 1914 - أغسطس 1915         |
| General Baron von Maydell | أغسطس 1915 - فبراير 1917  |
| Colonel Clergi            | فبراير 1917 - بداية 1918  |
| Colonel Starosselsky      | بداية 1918 - أكتوبر 1920  |
| العميد رضا خان            | أكتوبر 1920 - ديسمبر 1921 |

## الهامش
1. 1 2 3  Birol Başkan , p.86
2. ↑  Stephanie Cronin p.60
3. ↑  Stephanie Cronin p.59
4. ↑  دراسة استراتيجية لفارس والخليج العربي، ص.73